# Pritha poonaensis
Espèce
Synonymes
- Filistata poonaensis Tikader, 1963

Pritha poonaensis est une espèce d'araignées aranéomorphes de la famille des Filistatidae.

## Distribution
Cette espèce est endémique du Maharashtra en Inde.

## Étymologie
Son nom d'espèce, composé de poona et du suffixe latin -ensis, « qui vit dans, qui habite », lui a été donné en référence au lieu de sa découverte, Poona.

## Publication originale
- Tikader, 1963 :  Studies on some spider fauna of Maharashtra and Mysore states-Part I. Journal of the University of Poona, Science and Technology, vol. 24, p. 29-542.